# Інститут громадського здоров'я імені О. М. Марзєєва НАМН України
Державна установа Інститут громадського здоров'я ім. О. М. Марзєєва НАМН України — науково-дослідний інститут, в якому вирішуються актуальні задачі гігієни навколишнього середовища, медичної екології, проблеми захисту населення від шкідливих антропогенних чинників довкілля, раціоналізації гігієнічних умов життя населення України.

## Історія
Заснований у 1931 році як «Український державний інститут комунальної гігієни» на базі санітарно-гігієнічного відділу «Українського державного інституту охорони здоров'я» у Харкові за ініціативою та активною участю академіка АМН СРСР Олександра Марзєєва. 1944 року установу переведено до Києва. Інститут містився у будівлі, спорудженій у 2-й половині XIX століття (вул. Кірова, 7). З 1980 року — у новій будівлі на вулиці Попудренка (нині має назву Гетьмана Павла Полуботка), 50.
Інститут нагороджено орденом Трудового Червоного Прапора (1981).
У 2000 році на його базі створено державну установу «Інститут гігієни та медичної екології імені О. М. Марзєєва НАМН України».
Президія НАМН України своєю постановою від 29 квітня 2015 року перейменувала ДУ «Інститут гігієни та медичної екології ім. О. М. Марзєєва НАМН України» в ДУ «Інститут громадського здоров'я ім. О. М. Марзєєва НАМН України».

## Загальна інформація
Загальна кількість співробітників установи становить 354 осіб, із них: науковців — 219; докторів наук — 32; кандидатів наук — 63. Виконавцями понад трьох чвертей науково-дослідних робіт з проблем комунальної гігієни, що здійснюються в Україні, є співробітники ІГМЕ. Проведено сотні тисяч експертних досліджень, створено близько 100 винаходів, надруковано більш ніж 200 монографій і довідників. Щорічно публікується близько 400 наукових робіт у вітчизняних і зарубіжних виданнях. Функціонує спеціалізована вчена рада по захисту кандидатських і докторських дисертацій.

## Директори
- 1931—1941, 1944—1956 — Олександр Микитович Марзєєв, академік АМН СРСР;
- 1956—1971 — Денис Миколайович Калюжний, член-кореспондент АМН СРСР;
- 1971—1990 — Михайло Георгійович Шандала, академік АМН СРСР;
- 1990—2023 — Андрій Михайлович Сердюк, академік НАМН України.
- з 2023 — Надія Степанівна Полька, член-кореспондент НАМН України.

## Заслужені діячі науки і техніки України
- Олександр Микитович Марзєєв
- Денис Миколайович Калюжний
- Михайло Георгійович Шандала
- Андрій Михайлович Сердюк
- Олег Гнатович Волощенко
- Нінель Яківна Янишева
- Людмила Володимирівна Григор'єва
- Юрій Данилович Думанський
- Ігор Олексійович Черниченко

## Основні напрямки діяльності
- Гармонізація нормативно-методичної бази згідно з вимогами Європейського Союзу
- Впровадження методології визначення ризику в практику пріоритезації еколого-гігієнічних проблем
- Удосконалення гігієнічного регламентування шкідливих речовин та факторів, у тому числі продуктів їх трансформації (комплексних, комбінованих нормативів та добових навантажень)
- Оцінка реальної загрози здоров'ю населення від дії антропогенних чинників та обґрунтування системи профілактичних заходів; створення системи соціально-гігієнічного моніторингу та відповідних баз даних.

## Видавнича діяльність
Установа видає науковий журнал «Довкілля та здоров'я» і збірник наукових праць «Гігієна населених місць».